# Fachgerichtsbarkeit
Der Begriff Fachgerichtsbarkeit (Fachgerichte) bezeichnet in Deutschland bestimmte Teile der staatlichen Gerichtsbarkeit.

## Abgrenzung zur Verfassungsgerichtsbarkeit
In dem gebräuchlichsten Sinne bezeichnet Fachgericht jedes Gericht, das nicht Verfassungsgericht ist. Fachgerichtsbarkeiten in diesem Sinne sind die in Art. 95 Abs. 1 des Grundgesetzes (GG) vorgesehenen Gerichtszweige: die ordentliche Gerichtsbarkeit, die Arbeitsgerichtsbarkeit, die Verwaltungsgerichtsbarkeit, die Finanzgerichtsbarkeit und die Sozialgerichtsbarkeit. 
Gegenbegriff ist dann die Verfassungsgerichtsbarkeit. Die Verfassungsgerichtsbarkeit ist nach dem kontinentaleuropäischen Trennungsmodell ausschließlich für verfassungsrechtliche Streitigkeiten zuständig und entscheidet mithin nicht letztinstanzlich über nichtverfassungsrechtliche
Streitigkeiten. Das deutsche Bundesverfassungsgericht betont daher stets, dass es keine „Superrevisionsinstanz“ sei. Bei Zweifeln an der Verfassungsmäßigkeit eines entscheidungerheblichen Gesetzes haben die Fachgerichte ihr Verfahren auszusetzen und die Verfassungsgerichtsbarkeit anzurufen (Art. 100 GG). 
Auch Österreich (Österreichischer Verfassungsgerichtshof), Italien (Corte Costituzionale) und Polen (Trybunał Konstytucyjny) haben eine spezifische Verfassungsgerichtsbarkeit. 
Das Schweizer Bundesgericht und der US-Supreme Court üben dagegen als oberste Gerichte der Fachgerichtsbarkeit zugleich Funktionen der Verfassungsgerichtsbarkeit aus (Einheitsmodell). 

## Abgrenzung untereinander
Gelegentlich wird der Begriff der Fachgerichtsbarkeit auch zur Abgrenzung der Nicht-Verfassungsgerichte untereinander verwendet. Dabei geht es um die Abgrenzung der sachlichen Zuständigkeit, insbesondere der ordentlichen Gerichtsbarkeit im Unterschied zu den sonstigen Fachgerichten (§ 12, § 13 GVG). Diese Abgrenzung kommt auch in einer bestimmten Gerichtsorganisation zum Ausdruck.
Weder zur ordentlichen Gerichtsbarkeit noch zu den sonstigen Fachgerichten zählen die in Art. 96 GG genannten Dienst-, Disziplinar- und Patentgerichte sowie Schiedsgerichte und Berufsgerichte.